# Sigh No More (album av Gamma Ray)
Sigh No More är det tyska power metal-bandet Gamma Rays andra studioalbum, utgivet i september 1991 på Noise Records på vinyl och CD, och i Japan på Victor i oktober samma år.
Ny i bandet var Dirk Schlächter som tog upp andragitarren, samt trummisen Uli Kusch som ersatte Mathias Burchardt.
En musikvideo spelades in till "One with the World", som också släpptes som singel.

## Låtlista
Side A
1. "Changes" – 5:42
2. "Rich and Famous" – 4:39
3. "As Time Goes By" – 4:43
4. "(We Won't) Stop the War" – 3:48
5. "Father and Son" – 4:26

Side B
1. "One with the World" – 4:47
2. "Start Running" – 3:58
3. "The Spirit" – 4:18
4. "Dream Healer" – 6:21

Bonusspår på CD-utgåvan
1. "Countdown" – 4:20

Bonusspår på den japanska utgåvan
1. "Countdown" – 4:20
2. "Sail On" (live) – 5:26

## Medverkande
Musiker
- Ralf Scheepers – sång
- Kai Hansen – gitarr, sång, bakgrundssång
- Dirk Schlächter – gitarr, bakgrundssång
- Uwe Wessel – basgitarr, bakgrundssång
- Uli Kusch – trummor, bakgrundssång

Bidragande musiker
- Piet Sielck – keyboard, bakgrundssång
- Tommy Newton – gitarr, bakgrundssång
- Tommy Hansen – keyboard
- Rolf Köhler – bakgrundssång
- Fritz Randow – virveltrumma

Produktion
- Tommy Newton – producent, inspelningstekniker, mixning
- Karl-Ulrich Walterbach – exekutiv producent
- Piet Sielck – inspelningstekniker, låtskrivande
- Roger Gorman – skivomslagsdesign
- Jörg Blank – foto, omslagskoncept